# Jean le Nôtre
Jean Le Nôtre (Parijs, ca. 1575 - 1655), vader van de beroemd geworden André le Nôtre, was een van de tuinarchitecten en tuinlieden van Lodewijk XIII van Frankrijk. De familienaam werd lange tijd ook als "le Nostre" geschreven. Hij werkte met een kleine kring van tuinlieden, die ook ontwerpers waren, voor de koning en de hoge Franse aristocratie.

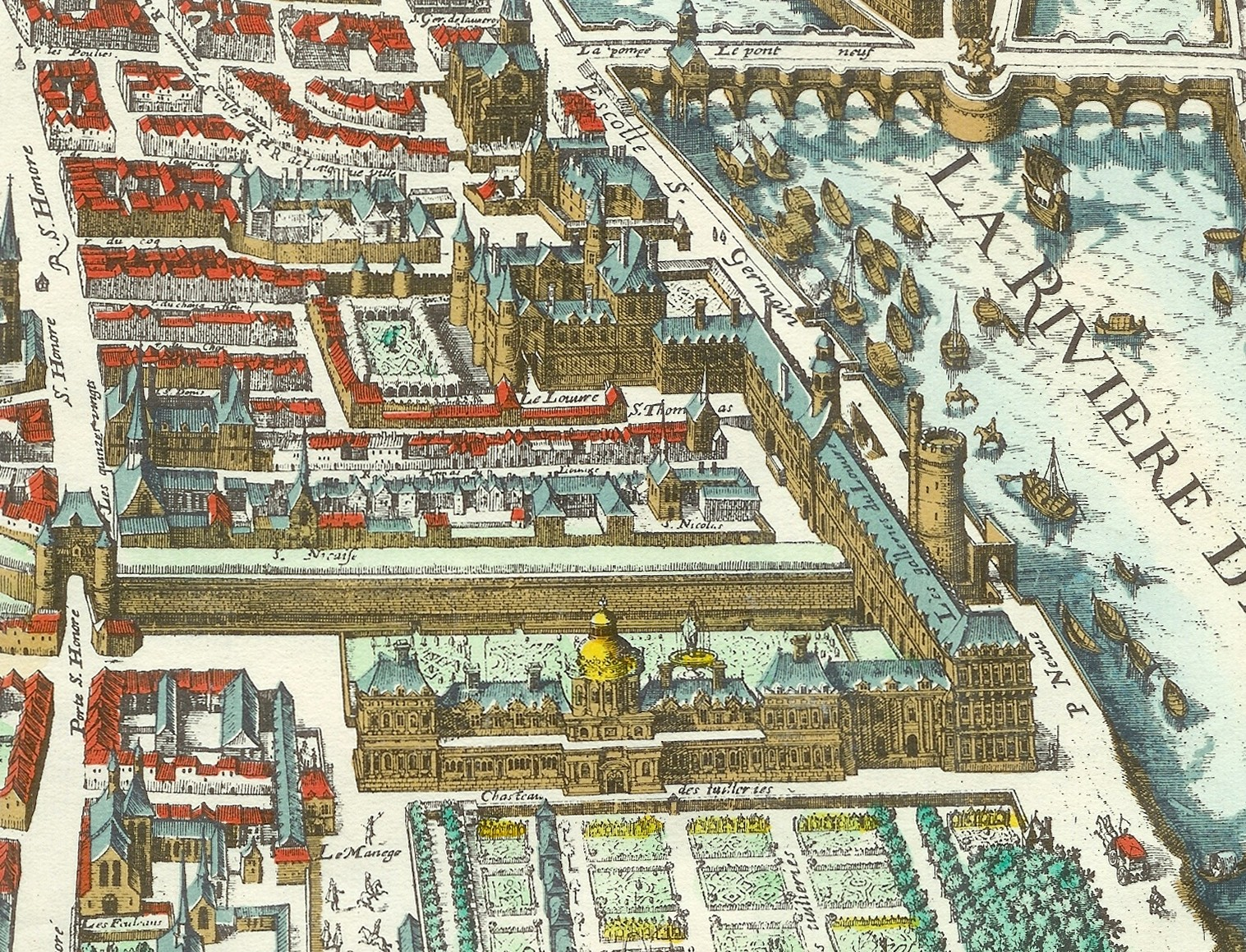
De Tuilerieën in 1615 de dienstwoning van de familie le Nôtre lag bij de manege en het klooster

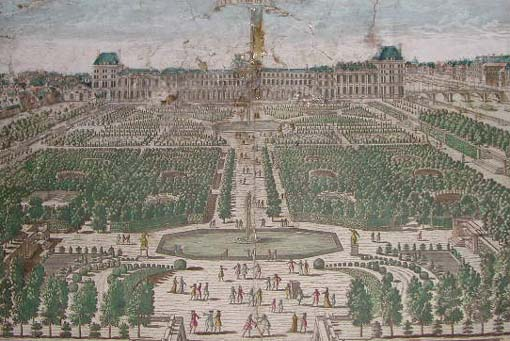
De tuinen van de Tuilerieën, de dienstwoning van de familie le Nôtre lag links van de tuinen.

Jean le Nôtre was de zoon en schoonzoon van een belangrijke tuinlieden. Zijn vader Pierre le Nôtre (1540 - 1593 of 1603) was tuinman van koningin Catharina de' Medici die in de Franse koninklijke tuinen de Italiaanse renaissancestijl introduceerde. De tuinlieden van de Franse koningen en de koninklijke familie vormden een hecht familienetwerk. Zijn moeder was Marie Jacquelin, oudste dochter van meestertuinman Toussaint Jacquelin. In de Franse hofhouding en binnen de hofstaat huwde men met de dochters van collegae en werden functies binnen de families gehouden. Jean le Nôtre werd "jardinier ordinaire du roi en son grand jardin du pallais du thuilleries" en "maître jardinier du roi". Deze functie gaf hem recht op een dienstwoning aan de zijkant van de tuin, ongeveer waar nu de Rue de Rivoli loopt.
Jean komt in 1608 voor het eerst voor in de lijst van koninklijke bedienden. In 1618 was hij verantwoordelijk voor het onderhoud van alle partrerres van de Tuilerieën. In 1624 had Jean promotie gemaakt. Hij was nu verantwoordelijk voor alle tuinen van de koning met de opmerking dat hij "daarvoor zal reizen wanneer dat nodig is". Het daaropvolgende jaar werd hij in de hofalmanak, de "Éstat des officiers que le roi veult et entend estre entrenuz", genoemd als "ontwerper van de koninklijke tuinen" met een inkomen van 300 livre.
In 1613 vroeg vader Jean de adellijke "controleur des jardins", Bérard de Maisoncelles, om peetvader van zijn zoon te worden. Zo verwierf de jonge André adellijke patronage. De galerijen van de Tuilerieën werden door kunstenaars gebruikt als atelier. De jonge André kon dankzij zijn vader en de dienstwoning op het terrein van de Tuilerieën kennisnemen van het werk van de kunstenaars die voor het hof werkten en hij verwierf een grondige kennis van tuinkunst, perspectieftekenen, kunst en meetkunde.
Op 26 januari 1637 liet Lodewijk XIII vastleggen dat de 22-jarige André het recht had om zijn vader te zijner tijd op te volgen.